# Gertrúd Stefanek
Gertrúd Stefanek (* 5. Juli 1959 in Ózd) ist eine ehemalige ungarische Florettfechterin.

## Erfolge
Gertrúd Stefanek wurde 1987 in Lausanne mit der Mannschaft Weltmeisterin. Zwischen 1979 und 1985 gewann sie bei Weltmeisterschaften zudem drei Silbermedaillen und zwei Bronzemedaillen. 1982 wurde sie in Mödling Vizeeuropameisterin, mit der Mannschaft sicherte sie sich 1991 in Wien den Titel. Stefanek nahm an drei Olympischen Spielen teil: 1980 in Moskau belegte sie mit Zsuzsanna Szőcs, Edit Kovács, Ildikó Schwarczenberger und Magda Maros den dritten sowie im Einzel den 26. Rang. Bei den Olympischen Spielen 1988 in Seoul erreichte sie mit der ungarischen Equipe ungeschlagen das Halbfinale, in dem sie Italien mit 3:9 unterlagen. Das Gefecht um den dritten Platz gewann die Mannschaft im Anschluss gegen die Sowjetunion mit 9:2, sodass Stefanek gemeinsam mit Katalin Tuschák, Edit Kovács, Zsuzsanna Szőcs und Zsuzsanna Jánosi erneut die Bronzemedaille erhielt. Im Einzel schied sie im Viertelfinale gegen Sabine Bau aus und wurde Sechste. Die Olympischen Spiele 1992 in Barcelona beendete sie auf dem 17. Platz im Einzel und dem siebten Platz im Mannschaftswettbewerb.